# Delta County (Michigan)
Delta County je okres ve státě Michigan v USA. K roku 2020 zde žilo 36 903 obyvatel. Správním městem okresu je Escanaba. Celková rozloha okresu činí 5 160 km².

## Sousední okresy
| Růžice kompasu | Marquette County | Alger County            |                    | Růžice kompasu |
| Růžice kompasu | Menominee County | Sever                   | Schoolcraft County | Růžice kompasu |
| Růžice kompasu | Menominee County | Delta County (Michigan) | Schoolcraft County | Růžice kompasu |
| Růžice kompasu | Menominee County | Jih                     | Schoolcraft County | Růžice kompasu |
| Růžice kompasu |                  | Door County (WI)        | Leelanau County    | Růžice kompasu |